# Sydney Peterson
Sydney Peterson (* 17. Februar 2002 in Lake Elmo (Minnesota)) ist eine US-amerikanische Para-Ski-nordisch-Sportlerin und Olympionikin.

## Leben
Peterson ist die Tochter von Jackie und Dale Peterson, sie wurde in Lake Elmo geboren, wo sie auch aufwuchs. Nachdem sie von der Stillwater Area High School (Stillwater, Minnesota) graduierte, studiert sie Neurowissenschaften an der St. Lawrence University (Stand 2023).

## Karriere
Sydney Peterson fing schon früh mit dem Skilanglauf an. Mit 13 Jahren entwickelte sie eine Reflexdystrophie und Dystonie in ihrem linken Arm. Im Laufe der Zeit schritt die Dystonie fort und beeinträchtigte die Beweglichkeit in ihrem linken Arm und Bein. Aus diesem Grund beschloss Sydney, Para-Skilanglauf auszuprobieren. Durch ihre Beeinträchtigung nimmt sie an Wettkämpfen stehend in der Kategorie LW 9 teil, sie benutzt nur einen Skistock und trägt eine Stütze in ihrem linken Skistiefel, um ihr Bein richtig zu positionieren. Sie sagte selbst, dass Skilanglauf ihr dabei sehr geholfen habe, mit ihrer Krankheit umzugehen, da es eine Aktivität sei, die sie sehr liebe.
2022 nahm Peterson zum ersten Mal an den Nordischen Paraskiweltmeisterschaften teil. Sie fanden in Lillehammer statt und waren wegen der COVID-19-Pandemie von 2021 um ein Jahr auf 2022 verschoben worden. Peterson konnte drei Medaillen gewinnen: Silber im 1 km Sprint mit 2:58,10 Minuten und in 10 km Freistil mit 32:27,2 Minuten, sowie Bronze in 15 km Freistil mit 36:30,5 Minuten. Damit qualifizierte sie sich auch für die Paralympischen Winterspiele 2022, die zwei Monate später stattfanden.
Bei ihren ersten Paralympischen Winterspielen in Beijing erreichte sie mit 49:00,2 Minuten den zweiten Platz im Wettkampf 15 km Freistil. Mit der amerikanischen Mannschaft erkämpfte sie die Goldmedaille in der 4 × 2,5-km-Mixed-Staffel mit 25:59,3 Minuten und beim 1,5 km Sprint bekam sie mit 4:12,1 Minuten die Bronzemedaille.
Peterson nahm auch an den Nordischen Paraskiweltmeisterschaften 2023 in Östersund teil. Dort gewann sie zwei Bronzemedaillen: mit 27:57,9 Minuten im 10 km Freistil und mit 2:52,65 Minuten im klassischen Sprint. Bei den Nordischen Skiweltmeisterschaften 2025, die erstmals gemeinsam für alle Skilanglaufathletinnen und -athleten stattfand, gewann Peterson die Bronzemedaille im klassischen Sprint.
Sie gehört dem Universitätsteam der St. Lawrence University an und wird von dessen Nordic Ski Trainer Ethan Townsend trainiert (Stand 2023).

## Auszeichnungen
Sydney Peterson erhielt für ihre sportlichen Leistungen 2020 den Dave Quinn Award, eine Auszeichnung, die das U.S. Ski & Snowboard Cross Country Sport Committee jungen Skilanglauf-Talenten für hervorragende Leistungen bei Junior Olympiaden vergibt.